# Contea di Richmond (Georgia)
La contea di Richmond (in inglese Richmond County) è una contea dello Stato della Georgia, negli Stati Uniti. La popolazione al censimento del 2000 era di 199 775 abitanti. Il capoluogo di contea è Augusta.